# Amerikansk pitbullterrier
Amerikansk Pitbullterrier (APBT, Pitbull) er en mellemstor hunderace. Navnet "pitbull" betegner ikke bare den amerikanske pitbullterrier, men også to andre hunderacer. Racen er forbudt i mange lande, herunder Danmark.

## Oprindelse og alder
Racen blev fremavlet i løbet af 1800-tallet gennem krydsninger af terrier og bulldog for at få en hunderace med terrierens smidighed og fart og bulldogens styrke. Hundene blev bl.a. brugt i kampe med tyre og bjørne til underholdning, men senere også til hundekampe, hvor hunde angreb hinanden.[kilde mangler]

## Temperament
Hunderacen blev avlet som kamphund[kilde mangler]. Den er forbudt i Danmark.
United Kennel Club (UKC) i USA står alene med følgende karakteristika for hunderacen:
De væsentlige karakteristika ved APBT er styrke, selvtillid og livsglæde. Denne race er ivrig efter at behage og er fyldt til randen med begejstring. APBT er gode familiehunde og har altid været kendt for deres kærlighed til børn. Da de fleste APBT'er udviser en vis grad af aggression overfor andre hunde, og på grund af deres stærke fysik kræver APBT en ejer, der omhyggeligt vil socialisere og lydighedstræne hunden. Racens naturlige agility-egenskaber gør den til en af de dygtigste hunde til at klatre, så et godt hegn er et must for denne race. En APBT er ikke det bedste valg som vagthund, da de er meget venlige, selv overfor fremmede. Aggressiv adfærd overfor mennesker er ukarakteristisk for racen og særdeles uønsket. Denne race har en meget god ydeevne i konkurrencer på grund af sin høje intelligens og sin vilje til at arbejde.
Racen er ikke anerkendt af American Kennel Club (AKC) og den internationale hundorganisation Fédération Cynologique Internationale (FCI).

## Raceforbud
Racen blev sammen med Tosa forbudt i Danmark pr. 1. december 1991.
Den 1. juli 2010 blev den gældende hundelov vedtaget i Folketinget, hvor amerikansk pitbullterrier igen var på listen over farlige hunde, der således blev ulovliggjort.
Jævnfør Folketinget betegnes hunderacen, Amerikansk pitbullterrier, som en kamp- og muskelhund.
Der eksisterer en overgangsordning for hundeejere, som allerede på tidspunktet for vedtagelse af hundeforbuddet var i besiddelse af amerikansk pitbullterrier eller en af de andre racer på listen.
Pitbullterrier er desuden forbudt i Norge, Storbritannien og Tyskland.
I Sverige er amerikansk pitbullterrier ikke forbudt, dog godkender Svenska Kennelklubben ikke racen.

## Udseende
Racen er kraftfuld og stærk. Tæver vejer 14-22 kg, mens hanner vejer 16-27. Nogle kan dog komme op på 30-35 kg, eller ned på 10 kg. De er 40-50 cm høje.